# ذاكرة موحدة الوصول
ذاكرة موحدة الوصول (بالإنجليزية: Uniform Memory Access (UMA)‏ هي بنية ذاكرة مشتركة تستخدم في أجهزة الحواسيب المتوازية.
تشترك جميع المعالجات في نموذج الذاكرة الموحدة الوصول في ذاكرة فعلية بشكل موحد. في عمارة الذاكرة موحدة الوصول، مدة الوصول إلى لموقع ذاكرة هي مستقلة عن المعالج الذي قام بالطلب أو أي من رقائق الذاكرة تحتوي على البيانات المنقولة.
عادة ما تقارن بنية الحواسيب بذاكرة موحدة الوصول بنية الذاكرة غير موحدة الوصول.
في بنية الذاكرة موحدة الوصول، يجوز لكل معالج استخدام ذاكرة التخزين مؤقت خاصة به. ويتشارك أيضا في بعض ملحقات بنفس الطريقة، نموذج الذاكرة موحدة الوصول مناسب للأغراض العامة وتطبيقات اقتسام الوقت بين عدة مستخدمين. ويمكن استخدامها لتسريع تنفيذ برنامج كبير في وقت حرج لتطبيقات. بنية الذاكرة الموحدة هي هندسة الحاسوب الذي فيه بطاقة الرسومات مدمجة في اللوحة الأم وجزء من ذاكرة الحاسوب الرئيسية تستخدم لذاكرة الفيديو.

## الأنواع
1. ذاكرة موحدة الوصول تستعمل بنية المعالجات المتعددة المتماثلة.
2. ذاكرة موحدة الوصول تستعمل عارضة تبديل (crossbar switches)
3. ذاكرة موحدة الوصول تستعمل شبكة بروابط متعددة الأدوارMultistage interconnection network

## هوامش
1. ↑  Advanced Computer Architecture, Kai Hwang, ISBN 0-07-113342-9